# بصريات النانو
 بصريات النانو

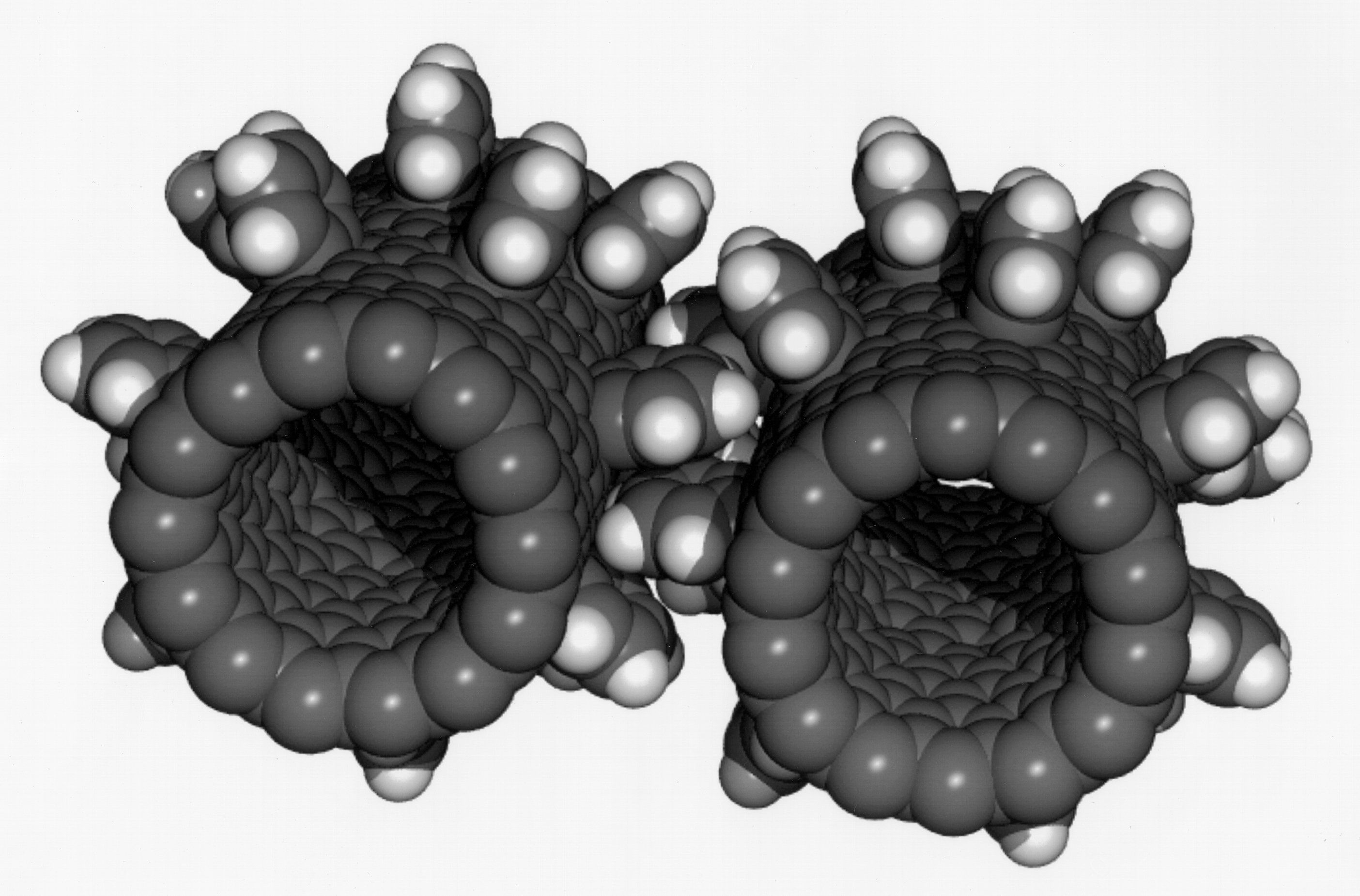
صورة واضحة لبصريات النانو.

بصريات النانو أو فوتونية النانو أو علم بصريات النانو (بالإنجليزية:  Nanophotonics or Nano-optics)‏ هو دراسة سلوك الضوء على مقياس نانومتر. ويعتبر فرع من فروع البصريات ,الهندسة البصرية, هندسة الالكترونيات, وتقنيات النانو. بصريات النانو في العادة تشمل البناء المتكون من عناصر المواد العازلة مثل الهوائيات النانوية او العناصر المعدنية التي يمكنها نقل و تركيز الضوء من خلال بلازمون-بولاريتون السطحية.
يشير مصطلح "البصريات النانوية" ، تمامًا مثل مصطلح "البصريات" ، عادةً إلى الحالات التي تتضمن الضوء فوق البنفسجي والضوء المرئي والأشعة تحت الحمراء القريبة (الأطوال الموجية في الفضاء الحر من 300 إلى 1200 نانومتر).

## الخلفية
لا تستطيع المكونات البصرية العادية ، مثل العدسات والمجاهر ، بشكل عام تركيز الضوء في مقياس النانومتر (اقل من الطول الموجي للضوء الساقط) ، بسبب حدالانحراف (معيار رايلي). ومع ذلك ، فمن الممكن ضغط الضوء في مقياس نانومتر باستخدام تقنيات أخرى مثل ، البلازمونات السطحية ، والبلازمونات السطحية الموضعية حول الأجسام المعدنية النانوية ،و الفتحات ذات المقياس النانوي و الاطراف النانوية التي تستخدم في الفحص المجهري البصري للمجال القريب (SNOM أو NSOM) والفحص المجهري للمسح النفقي بمساعدة الضوء.

## التطبيقات
يسعى الباحثون في مجال الفوتونات النانوية إلى تحقيق مجموعة متنوعة جدًا من الأهداف ، في مجالات تتراوح من الكيمياء الحيوية إلى الهندسة الكهربائية إلى الطاقة الخالية من الكربون. يتم تلخيص عدد قليل من هذه الأهداف أدناه.

### الإلكترونيات الضوئية والإلكترونيات الدقيقة
إذا كان من الممكن ضغط الضوء في حجم صغير ، فيمكن امتصاصه واكتشافه بواسطة كاشف صغير. تميل أجهزة الكشف الضوئية الصغيرة إلى امتلاك مجموعة متنوعة من الخصائص المرغوبة بما في ذلك الضوضاء المنخفضة والسرعة العالية والجهد المنخفض والطاقة.
تحتوي الليزرات الصغيرة على العديد من الخصائص المرغوبة للاتصال البصري بما في ذلك تيار العتبة المنخفض (الذي يساعد على كفاءة الطاقة) والتعديل السريع  (مما يعني نقل المزيد من البيانات). تتطلب أشعة الليزر الصغيرة جدًا تجاويف بصرية ذات أطوال موجية فرعية. ومن الأمثلة على ذلك سبايزر ،و البلازمونات السطحية اللتي تنتج عن الليزر.
الدوائر المتكاملة مصنوعة باستخدام الطباعة الحجرية الضوئية ، أي الناتجة عن التعرض للضوء. من أجل صنع ترانزستورات صغيرة جدًا ، يجب تركيز الضوء على صور حادة للغاية. باستخدام تقنيات مختلفة مثل الطباعة الحجرية الغاطسة والأورام الضوئية المتغيرة الطور ، كان من الممكن بالفعل جعل الصور أدق بكثير من الطول الموجي — على سبيل المثال ، رسم خطوط 30 نانومتر باستخدام 193 نانومتر من الضوء. كما تم اقتراح تقنيات Plasmonic لهذا التطبيق.
التسجيل المغناطيسي بمساعدة الحرارة هو نهج نانوفوتوني لزيادة كمية البيانات التي يمكن لمحرك الأقراص المغناطيسية تخزينها. يتطلب الليزر لتسخين منطقة صغيرة بطول الموجة الفرعية للمادة المغناطيسية قبل كتابة البيانات. سيكون لرأس الكتابة المغناطيسية مكونات بصرية معدنية لتركيز الضوء في الموقع الصحيح.
أدى التصغير في الإلكترونيات الضوئية ، على سبيل المثال تصغير الترانزستورات في الدوائر المتكاملة ، إلى تحسين سرعتها وتكلفتها. ومع ذلك ، لا يمكن تصغير الدوائر الإلكترونية الضوئية إلا إذا تم تقليص المكونات الضوئية جنبًا إلى جنب مع المكونات الإلكترونية. هذا مناسب للاتصالات الضوئية على الرقاقة (أي تمرير المعلومات من جزء من رقاقة إلى أخرى عن طريق إرسال الضوء عبر أدلة الموجات الضوئية ، بدلاً من تغيير الجهد على السلك).

### الخلايا الشمسية
غالبًا ما تعمل الخلايا الشمسية بشكل أفضل عندما يتم امتصاص الضوء بالقرب من السطح ، وذلك لأن الإلكترونات القريبة من السطح لديها فرصة أفضل للتجمع ، ولأن الجهاز يمكن أنيصنع بأرق ما يمكن فأن التكلفة تكون اقل. وبذلك حقق الباحثون في مجموعة متنوعة من تقنيات الفوتونات النانوية لتكثيف الضوء في المواقع المثلى داخل الخلية الشمسية.

### الإطلاق المتحكم فيه للعلاجات المضادة للسرطان
دخلت البصريات النانوية كذلك في المساعدة على الإطلاق الخاضع للرقابة عند الطلب للعلاجات المضادة للسرطان مثل الأدرياميسين من الهوائيات الضوئية النانوية لاستهداف سرطان الثدي الثلاثي السلبي والتخفيف من آليات مقاومة العقاقير المضادة للسرطان ، وبالتالي تجنب السمية للأنسجة الجهازية الطبيعية و الخلايا.

### التصوير المجهري
يتمثل أحد أهداف علم الفوتونات النانوية في بناء ما يسمى بـ "العدسات الفائقة" ، والتي قد تستخدم المواد الفائقة (انظر أدناه) أو تقنيات أخرى لإنشاء صور أكثر دقة من حد الانحراف (الطول الموجي الفرعي العميق). في عام 1995 ، أثبتت Guerra ذلك من خلال تصوير شبكة من السيليكون لها خطوط ومسافات 50 نانومتر مع إضاءة بطول موجي 650 نانومتر في الهواء. تم تحقيق ذلك عن طريق الاقترانبين محزز يحتوي على 50 خط و الالفراغات بالطور الشفاف (مادة فائقة) مع عدسة المجهر (العدسات الفائقة).
المجهر الضوئي للمسح القريب من المجال (NSOM أو SNOM) هو تقنية بصريات نانوية مختلفة تمامًا تحقق نفس الهدف المتمثل في التقاط الصور بدقة أصغر بكثير من الطول الموجي. وهي تتضمن مسحًا نقطيًا لطرف حاد جدًا أو فتحة صغيرة جدًا على السطح ليتم تصويرها.
يشير الفحص المجهري للمجال القريب بشكل عام إلى أي تقنية تستخدم المجال القريب (انظر أدناه) لتحقيق دقة الطول الموجي الجزئي على نطاق نانوي. في عام 1987 ، حققت Guerra (أثناء وجودها في شركة Polaroid Corporation) هذا باستخدام مجهر الفوتون النفقي غير الممسوح للمجال بالكامل. في مثال آخر ، قياس التداخل ثنائي الاستقطاب لديه دقة بيكومتر في المستوى العمودي فوق سطح الدليل الموجي.

### خزن البيانات ضوئياً
البصريات النانوية على شكل هياكل بصرية قريبة من المجال ذي الطول الموجي الفرعي تستخدم ايضاً ، إما منفصلة عن وسائط التسجيل ، أو مدمجة في وسائط التسجيل ، لتحقيق كثافة تسجيل بصري أعلى بكثير مما يسمح به حد الانحراف البصري. بدأ هذا العمل في الثمانينيات في Polaroid Optical Engineering (كامبريدج ، ماساتشوستس) ، واستمر بموجب ترخيص في Calimetrics (بيدفورد ، ماساتشوستس) بدعم من NIST Advanced Technology Program.

### هندسة فجوات الطاقة
في عام 2002 ، أثبتت شركة Guerra (شركة Nanoptek) أن الهياكل الضوئية النانوية لأشباه الموصلات تظهر تحولات فجوة النطاق بسبب الإجهاد المستحث. في حالة ثاني أكسيد التيتانيوم ، فإن الهياكل التي يقل عرضها عن نصف ارتفاعها عن 200 نانومتر سوف تمتص ليس فقط في الجزء الطبيعي من الأشعة فوق البنفسجية من الطيف الشمسي ، ولكن أيضًا في اللون الأزرق المرئي عالي الطاقة. في عام 2008 ، نشر Thulin و Guerra النمذجة التي لم تُظهِر فقط تغير فجوة الحزمة ، ولكن أيضًا تحول حافة النطاق ، وحركة أعلى للفتحة من أجل إعادة تركيب شحنة أقل. يتم استخدام ثاني أكسيد التيتانيوم ذو فجوة النطاق الهندسي كصورة ضوئية في إنتاج ضوئي وكهربائي كيميائي فعال لوقود الهيدروجين من ضوء الشمس والماء.

### بصريات السيليكون النانوية
علم الضوئيات السيليكوني هو حقل فرعي قائم على السيليكون من علم الفوتونات النانوية حيث يتم تحقيق الهياكل النانوية للأجهزة الإلكترونية الضوئية على ركائز السيليكون والتي تكون قادرة على التحكم في كل من الضوء والإلكترونات. أنها تسمح بجمع الوظائف الإلكترونية والبصرية في جهاز واحد. تجد مثل هذه الأجهزة مجموعة متنوعة من التطبيقات خارج الإعدادات الأكاديمية ،  على سبيل المثال التحليل الطيفي للأشعة تحت الحمراء المتوسطة و الرنين، والبوابات المنطقية والتشفير على شريحة وما إلى ذلك.
اعتبارًا من عام 2016 ، امتد البحث في مجال فوتونات السليكون إلى مُعدِّلات الضوء ، وموجهات الموجات الضوئية والموصلات البينية ، والمضخمات الضوئية ، وأجهزة الكشف الضوئية ، وعناصر الذاكرة ، والبلورات الضوئية وما إلى ذلك. الألواح الشمسية).
اعتبارًا من عام 2016 ، امتد البحث في ضوئيات السيليكون إلى مُعدِّلات الضوء ، والموجهات الموجية البصرية والموصلات البينية ، والمكبرات الضوئية ، وأجهزة الكشف الضوئية ، وعناصر الذاكرة ، والبلورات الضوئية ، إلخ.من المجالات ذات الأهمية الخاصة الهياكل النانوية للسيليكون القادرة على توليد الطاقة الكهربائية بكفاءة من الضوء الشمسي (على سبيل المثال للألواح الشمسية).

## المبادىء

### بصريات البلازمون و المعدن
المعادن هي وسيلة فعالة لحصر الضوء إلى أقل بكثير من الطول الموجي. تم استخدام هذا في الأصل في هندسة الراديو والميكروويف ، حيث قد تكون الهوائيات المعدنية والموجهات الموجية أصغر بمئات المرات من الطول الموجي في الفضاء الحر. لسبب مماثل ، يمكن حصر الضوء المرئي في المقياس النانوي عبر هياكل معدنية بحجم النانو ، مثل الهياكل بحجم النانو ، الاطراف، والفجوات ، وما إلى ذلك. تبدو العديد من تصميمات البصريات النانوية مثل دوائر الميكروويف أو الموجات الراديوية الشائعة ، ولكنها منكمشة بمعامل 100000 أو أكثر. بعد كل شيء ، الموجات الراديوية والميكروويف والضوء المرئي كلها إشعاع كهرومغناطيسي. تختلف فقط في التردد. وهكذا تتساوى الأشياء الأخرى ، فإن دائرة الميكروويف تتقلص بعامل 100000 سوف تتصرف بنفس الطريقة ولكن بتردد أعلى 100000 مرة. هذا التأثير مشابه إلى حد ما لقضيب الصواعق ، حيث يتركز المجال عند الطرف. المجال التكنولوجي الذي يستخدم التفاعل بين الضوء والمعادن يسمى plasmonics. يعتمد بشكل أساسي على حقيقة أن سماحية المعدن كبيرة جدًا وسلبية. عند الترددات العالية جدًا (بالقرب من تردد البلازما وفوقه ، عادةً فوق البنفسجي) ، فإن سماحية المعدن ليست كبيرة جدًا ، ويكون توقف المعدن مفيدًا في مجالات التركيز.
مسح صورة المجهر الإلكتروني (SEM) لهوائي Yagi-Uda المكون من خمسة عناصر ويتألف من عنصر تغذية وعاكس واحد وثلاثة مديرين ، تم تصنيعها بواسطة الطباعة الحجرية بالحزمة الإلكترونية.
على سبيل المثال ، صنع الباحثون ثنائيات أقطاب ضوئية نانوية وهوائيات Yagi-Uda باتباع نفس التصميم المستخدم لهوائيات الراديو.
أدلة موجية معدنية متوازية للوحة (خطوط متقطعة) ، عناصر دائرة ثابتة مجمعة مثل المحاثة والسعة (عند ترددات الضوء المرئي ، تكون قيم الأخير بترتيب femtohenries و attofarads ، على التوالي) ، ومعاوقة مطابقة الهوائيات ثنائية القطب مع خطوط النقل ، كلها تقنيات مألوفة في ترددات الميكروويف ، هي بعض المجالات الحالية لتطوير النانوفوتونيك. ومع ذلك ، هناك عدد من الاختلافات المهمة جدًا بين البصريات النانوية ودوائر الميكروويف المصغرة. على سبيل المثال ، عند التردد البصري ، تتصرف المعادن بشكل أقل شبهاً بالموصلات المثالية ، كما أنها تُظهر تأثيرات مثيرة للاهتمام مرتبطة بالبلاسمون مثل الحث الحركي ورنين البلازمون السطحي. وبالمثل ، تتفاعل الحقول الضوئية مع أشباه الموصلات بطريقة مختلفة اختلافًا جوهريًا عن تلك التي تعمل بها الموجات الدقيقة.

### بصريات المجالات القريبة
يتكون تحويل فورييه لتوزيع المجال المكاني من ترددات مكانية مختلفة. تتوافق الترددات المكانية الأعلى مع الميزات الدقيقة جدًا والحواف الحادة.
في مجال الفوتونات النانوية ، غالبًا ما تتم دراسة مصادر الإشعاع الموضعية بشدة (بواعث ثنائية القطب مثل جزيئات الفلورسنت). يمكن أن تتحلل هذه المصادر إلى طيف واسع من الموجات المستوية اعداد موجية مختلفة ، والتي تتوافق مع الترددات المكانية الزاوية. تشكل مكونات التردد ذات الأعداد الموجية الأعلى مقارنة بالعدد الموجي للفضاء الحر للضوء مجالات زائلة. المكونات الزائلة موجودة فقط في المجال القريب من الباعث والاضمحلال دون نقل الطاقة الصافية إلى المجال البعيد. وبالتالي ، فإن معلومات الطول الموجي الفرعي من الباعث غير واضحة ؛ ينتج عن هذا حد الانحراف في الأنظمة البصرية.
يهتم علم الفوتونات النانوية بشكل أساسي بالموجات الزائلة في المجال القريب. على سبيل المثال ، تمنع العدسات الفائقة (المذكورة أعلاه) تحلل الموجة الزائدة ، مما يسمح بتصوير عالي الدقة.

### المواد الخارقة
المادة الخارقة هي مواد اصطناعية تمت هندستها لتكون لها خصائص قد لا توجد في الطبيعة. يتم إنشاؤها عن طريق تصنيع مجموعة من الهياكل أصغر بكثير من الطول الموجي. الحجم الصغير (النانو) للبنى مهم: بهذه الطريقة ، يتفاعل الضوء معها كما لو كانت تشكل وسطًا موحدًا ومستمرًا ، بدلاً من تشتت الهياكل الفردية.